# Bobby Farrelly
Robert Leo "Bobby" Farrelly, Jr., född 17 juni 1958 i Cumberland, Rhode Island, är en amerikansk regissör, manusförfattare och filmproducent.
Bobby Farrelly är känd för sina skruvade komedifilmer som han gör ihop med sin bror Peter Farrelly. Filmerna brukar innehålla en hel del lyteskomik och slapstick. Det brukar ofta också finnas med en tillbakablick som visar hur en traumatisk händelse påverkat en av karaktärerna. Det är inte ovanligt att det finns med personer med någon form av funktionsnedsättning i filmerna. De brukar också använda sig av mycket pop- och rockmusik och ha med skådespelarna Herbie Flynn och Richard Jenkins, samt familj, vänner och invånare i Rhode Island. Sport spelar också en viktig roll i deras filmer. Handlingen utspelar sig ofta i deras hemdelstat Rhode Island eller någon annanstans i New England.
Deras mest kända filmer är Dum och Dummare, Kingpin och Den där Mary. Bobby Farrelly är gift med Nancy Farrelly; de har två barn ihop.

## Filmografi (urval)
- 1994 – Dum & dummare (manus, regi och produktion)
- 1996 – Kingpin (regi)
- 1998 – Den där Mary (manus, regi och produktion)
- 2000 – Mina jag & Irene (manus, regi och produktion)
- 2001 – Osmosis Jones (regi och produktion)
- 2001 – Min stora kärlek (manus, regi och produktion)
- 2002–2003 – Ozzy & Drix (TV-serie) (produktion)
- 2003 – Dum och ännu dummare (manus)
- 2003 – Fäst vid dig (manus, regi och produktion)
- 2005 – Fever Pitch: En i laget (regi)
- 2007 – The Heartbreak Kid (manus och regi)
- 2011 – Hall Pass (manus, regi och produktion)
- 2014 – Dum & dummare 2 (manus, regi och produktion)
- 2025 – Driver's Ed (regi)